# ISS Pro Evolution 2
ISS Pro Evolution 2 или  Winning Eleven 2000: U-23 Medal E No Chousen является последней игрой Konami, вышедшей только на PlayStation One. Предшественница Pro Evolution Soccer.

## Особенности
- Впервые появилась частичная лицензия на сборные.
- Появились новые команды в Мастер-Лиге, например: Леверкузен, Вэст Хэм, Рио-де-Жанейро или Буэнос-Айрес, количество сезонов в режиме увеличилось до двух.
- В японской версии игры также присутствует режим Олимпийских игр: у игрока есть возможность поиграть за одну из нескольких сборных, игроки которых моложе 23 лет